# Albert Chanbulatowitsch Batyrgasijew
Albert Chanbulatowitsch Batyrgasijew (russisch Альберт Ханбулатович Батыргазиев; englisch Albert Khanbulatovich Batyrgaziev; * 23. Juni 1998 in Gemetjube, Dagestan, Russland) ist ein russischer Kickboxer und Boxer aus der Ethnie der Nogaier.

## Kickboxen
Albert Batyrgasijew begann seine Kampfsportkarriere mit Kickboxen, wo er in seiner Alters- und Gewichtsklasse zahlreiche Erfolge erreichen konnte. Er gewann unter anderem 2013 die Goldmedaille im Vollkontakt (-45 kg, Junioren) bei der WAKO-Europameisterschaft in Polen, 2014 die Goldmedaille im K-1 (-51 kg, Junioren) bei der WAKO-Weltmeisterschaft in Italien und 2016 die Goldmedaille im Leichtkontakt (-57 kg, Junioren) bei der WAKO-Weltmeisterschaft in Irland.

## Boxen
Er wurde 2017, 2018, 2019 und 2020 Russischer Meister. Bei den U22-Europameisterschaften 2018 in Rumänien gewann er die Silbermedaille im Leichtgewicht und nahm an den Weltmeisterschaften 2019 in Jekaterinburg teil, wo er einen fünften Platz im Federgewicht erreichte, nachdem er erst im Viertelfinale gegen Lázaro Álvarez ausgeschieden war.
Im Juli 2020 gab er sein Profidebüt. Er steht bei Patriot Boxing Promotions unter Vertrag, sein Trainer und Co-Manager ist Eduard Krawtsow.
Bei der europäischen Olympiaqualifikation im März 2020 in London, welche aufgrund der COVID-19-Pandemie unterbrochen und im Juni 2021 in Paris fortgesetzt wurde, erreichte er mit Siegen gegen Nemanja Gavrilović aus Serbien, Viliam Tankó aus der Slowakei, Hamsat Shadalov aus Deutschland, Mykola Buzenko aus der Ukraine und Samuel Kistohurry aus Frankreich den ersten Platz und erhielt dadurch einen Startplatz bei den 2021 in Tokio ausgetragenen Olympischen Spielen. Bei Olympia besiegte er Alexy de la Cruz aus der Dominikanischen Republik, Erdenebatyn Tsendbaatar aus der Mongolei, Lázaro Álvarez aus Kuba und Duke Ragan aus den USA, wodurch er Olympiasieger im Federgewicht wurde.
Im Profiboxen wurde er am 11. Oktober 2021 WBO-Europameister im Federgewicht.